# Murgantia histrionica
Murgantia histrionica är en insektsart som först beskrevs av Carl Wilhelm Hahn 1834.  
Murgantia histrionica ingår i släktet Murgantia och familjen bärfisar. Inga underarter finns listade i Catalogue of Life.

## Bildgalleri

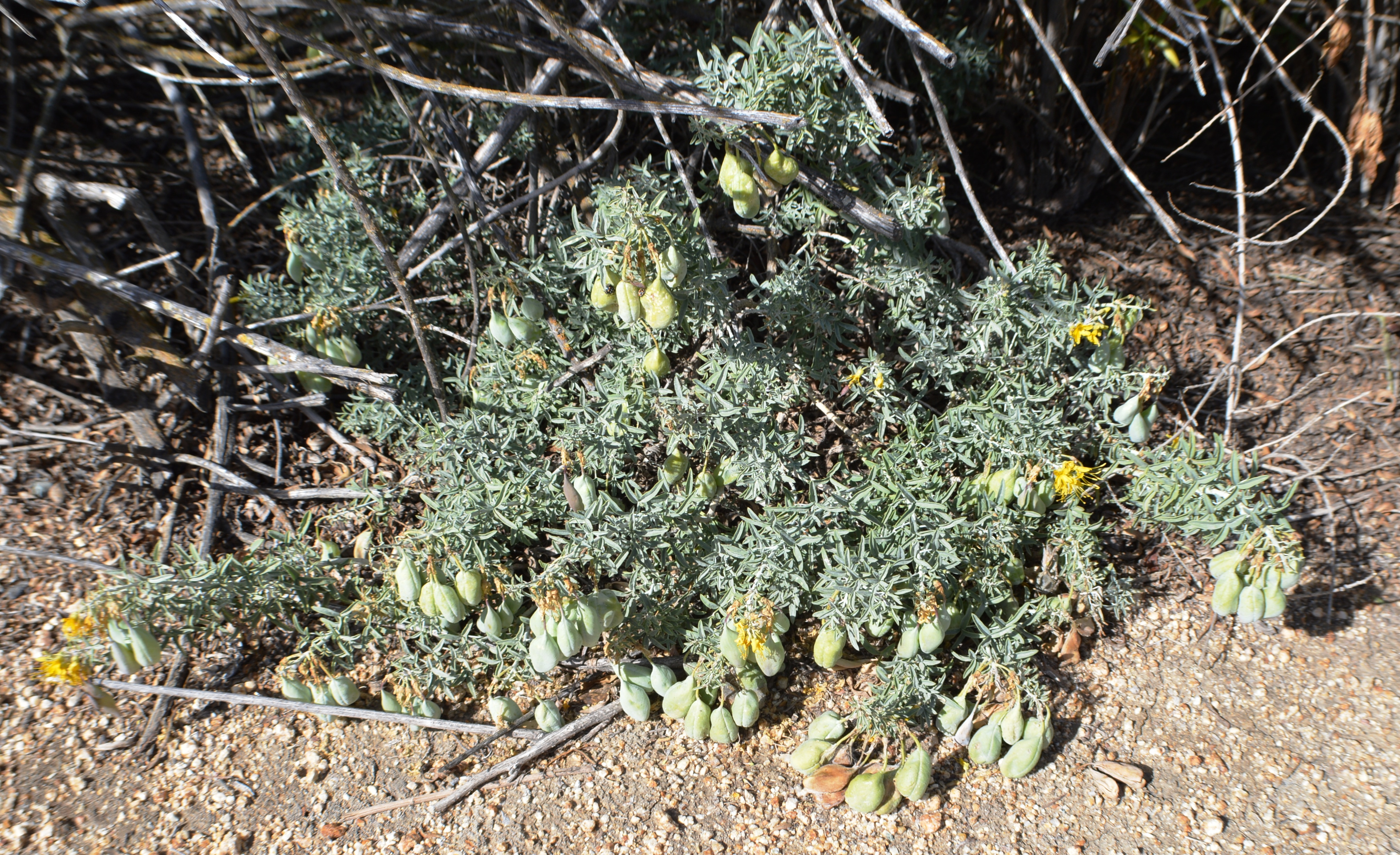
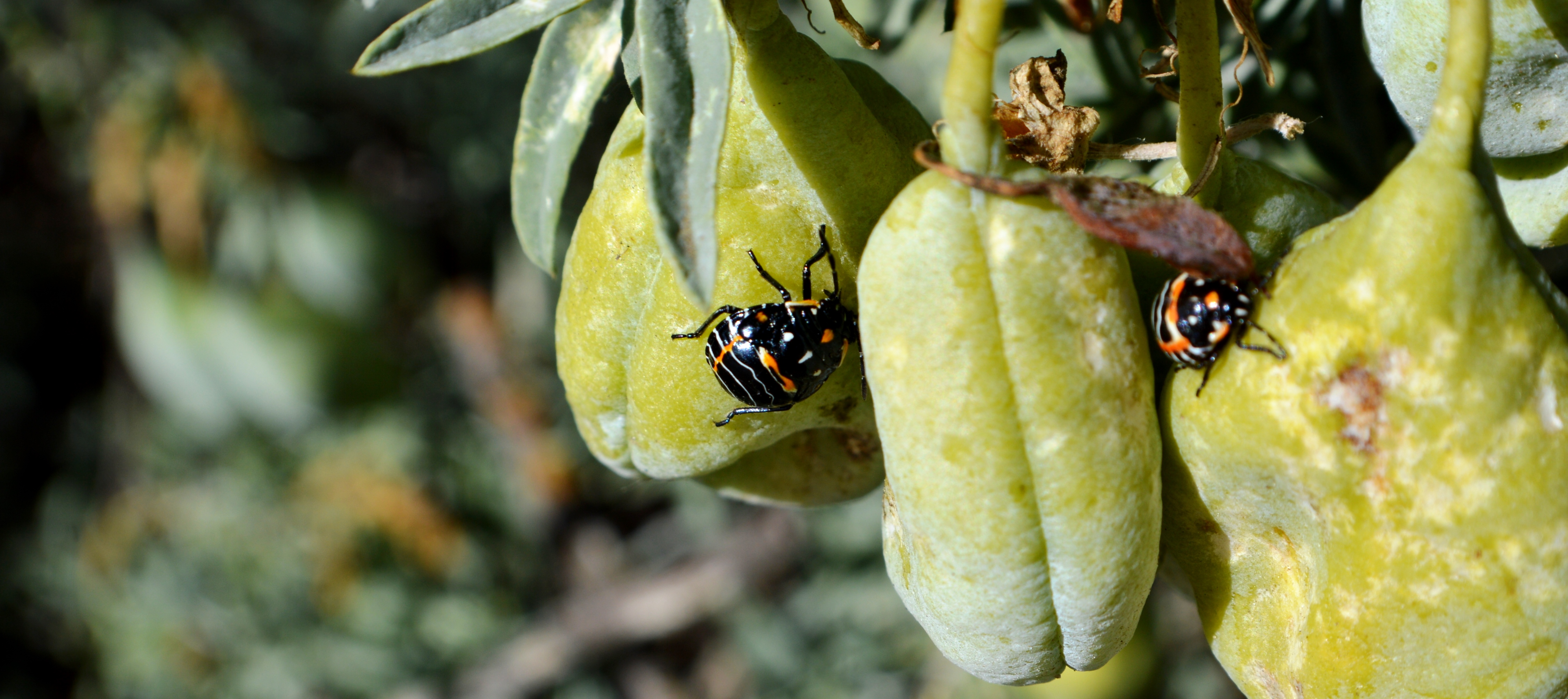
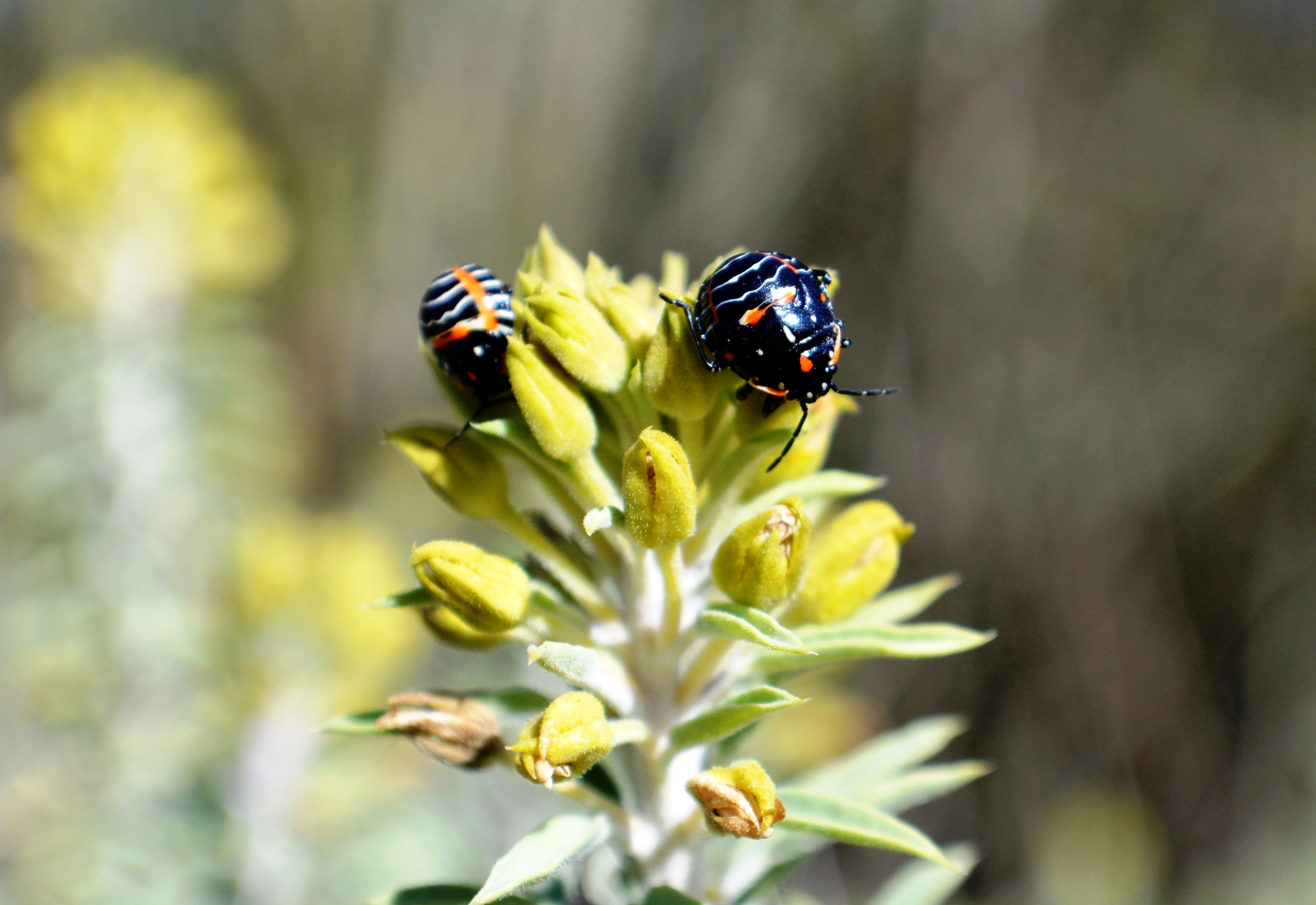
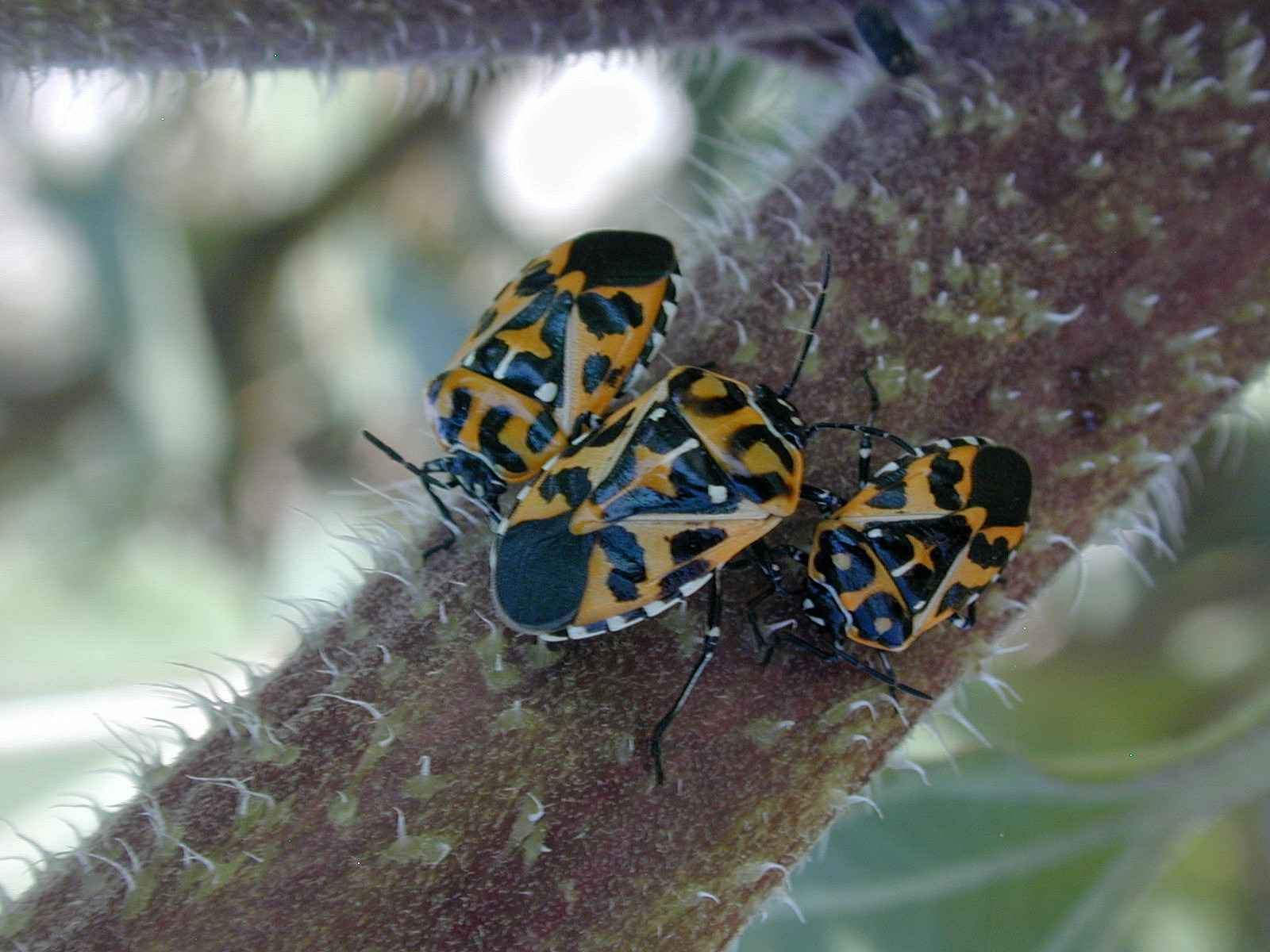
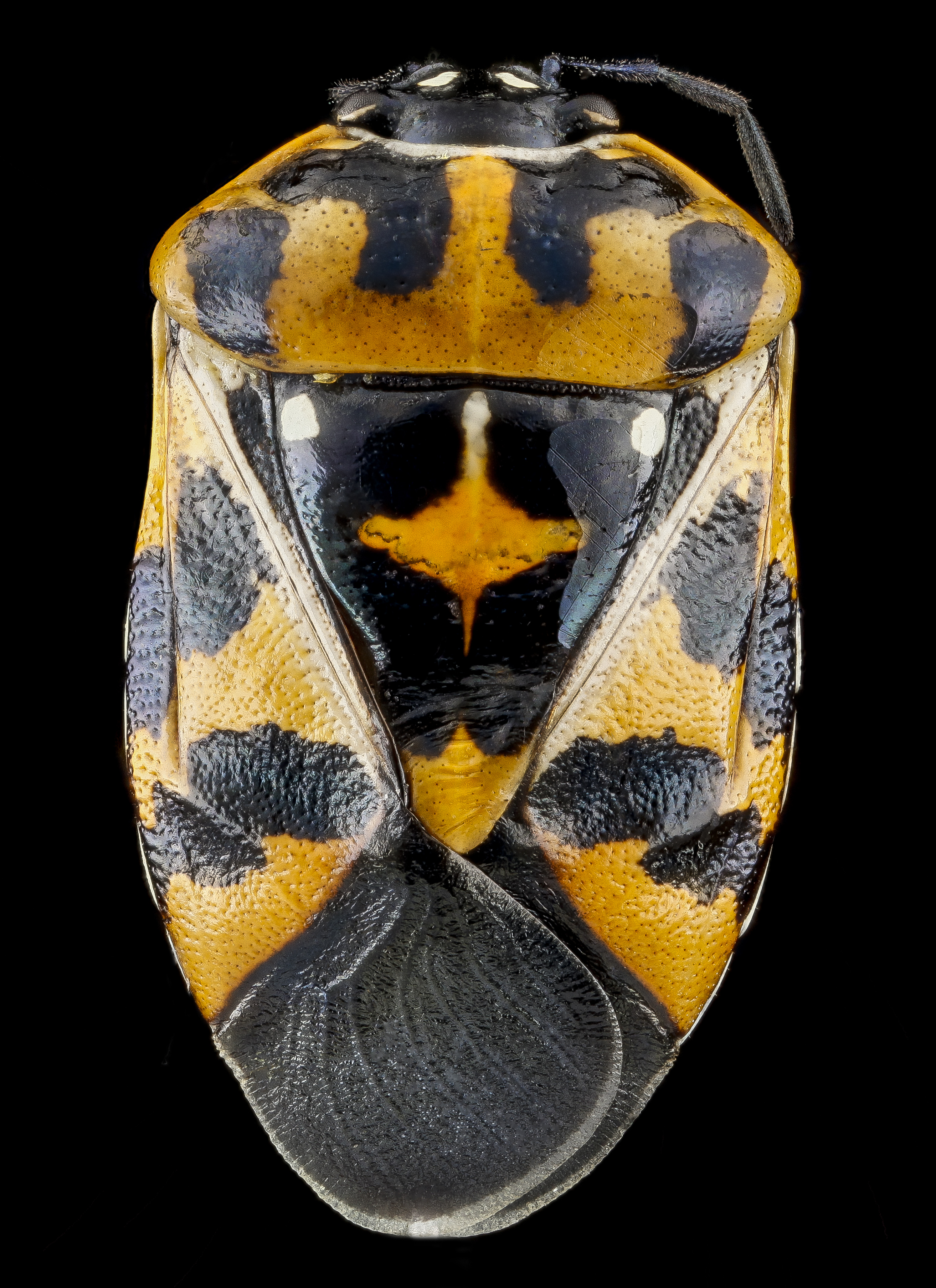
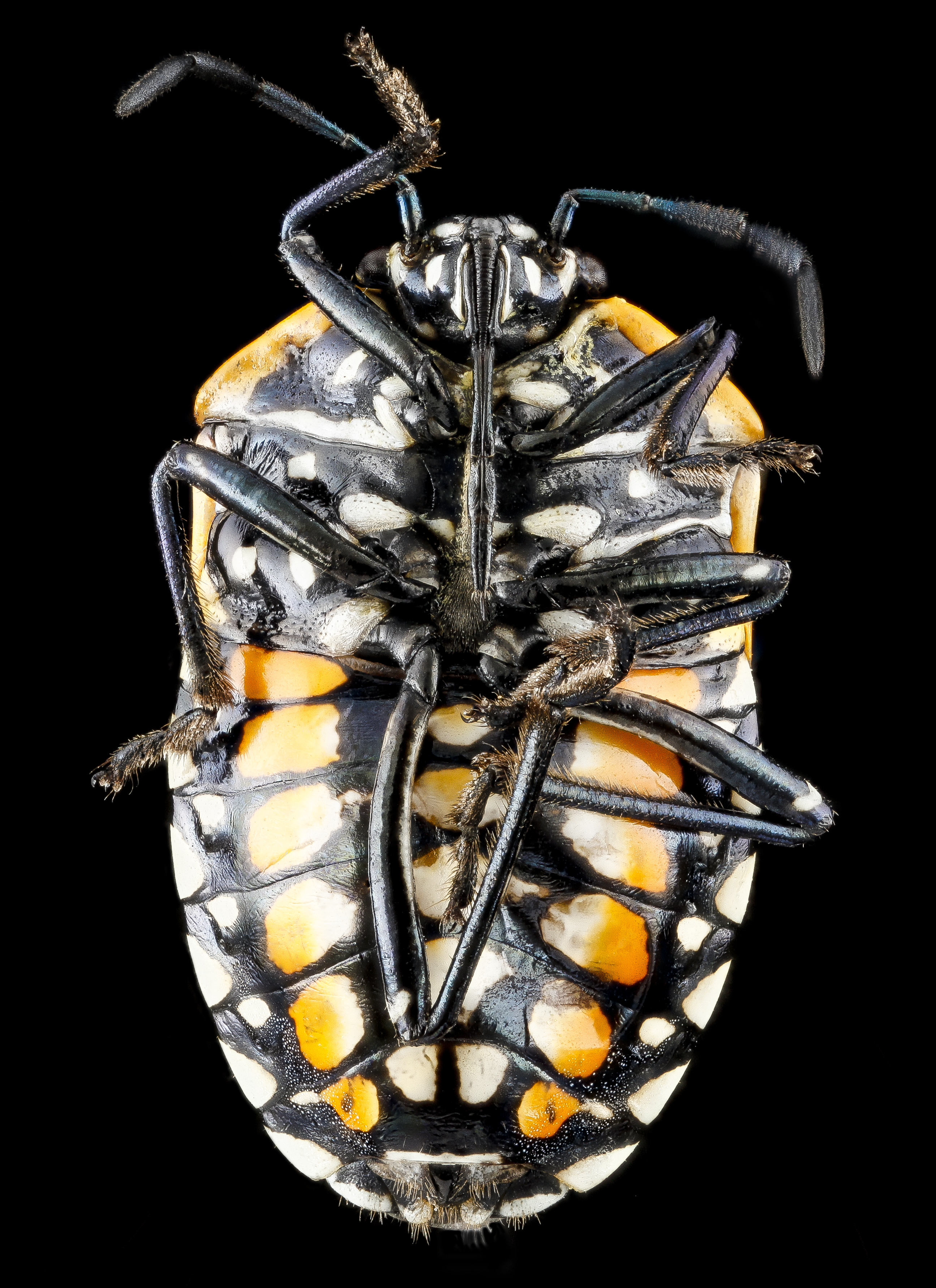